# Evelyn Ntoko Mase

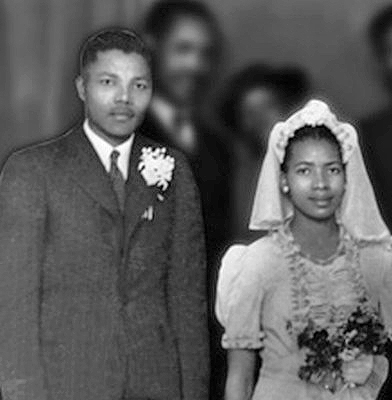
Mandela e Evelyn, durante o casamento de Walter Sisulu e Albertina, em 1944.

Evelyn Ntoko Mase (Engcobo, 18 de maio de 1922 — Joanesburgo, 30 de abril de 2004) foi uma enfermeira sul-africana, da etnia Xhosa, primeira esposa do líder anti-apartheid Nelson Mandela.
Seu casamento durou até 1955, quando os dois se separaram de fato, e divorciaram-se no ano seguinte; moravam numa casa pequena, em Soweto; entre as causas da separação estavam o comprometimento de Mandela com a luta contra o regime do apartheid, à qual Evelyn era avessa, bem como sua conversão às Testemunhas de Jeová.

## Biografia
Nascida no Transkei, ficou órfã de pai, um mineiro, quando ainda bebê, e perdeu a mãe aos doze anos, o que a fez ser mandada para junto do irmão Sam, que morava no Soweto, grande favela de Joanesburgo, trabalhando com o primo Walter Sisulu.
Em Soweto concluiu o colégio e fez treinamento em enfermagem.
Sisulu apresentou-lhe a Mandela, então ainda estudante. Ficaram casados de 1944 a 1957, tempo no qual tiveram quatro filhos: Madiba Thembekile (1945-1969), Makaziwe (1947, morta aos nove meses de idade), Makgatho (1950-2005) e Makaziwe (1954- ).
O biógrafo de Mandela Martin Meredith assegura que ele tinha casos extraconjugais; um desses teria ocorrido quando Evelyn passou alguns meses em treinamento para parteira em Durban, no ano de 1952;  durante sua ausência deixara a sogra e uma cunhada cuidando das crianças mas, quando retornou, a secretária de Mandela estava morando na casa; houve uma briga em que Evelyn ameaçou jogar-lhe água fervente e esta então saiu, embora o caso tenha continuado após isto.
A morte ainda bebê da primeira filha, Makaziwe, abalou bastante Evelyn e, quando nasceu outra menina que recebeu o mesmo nome da irmã, em 1954, ela se converteu às Testemunhas de Jeová; diante da vida atribulada do marido, sugeriu sem sucesso que ambos se mudassem de volta ao Transkei, onde ele assumiria sua posição na aristocracia do lugar.
Tal era o envolvimento de Mandela com o trabalho no escritório advocatício e no Congresso Nacional Africano, que aos cinco anos o filho mais velho, Thembi, perguntara à mãe: "Onde o Papai vive?", pois este chegava em casa sempre tarde da noite, e saía muito cedo.
As incompatibilidades aumentaram, e isto se refletia nos filhos: enquanto o pai lhes fazia leituras sobre política, a mãe os levava por Soweto realizando serviço de pregação; finalmente Evelyn exigiu que o marido escolhesse entre ela e suas ações no CNA; quando Sisulu tentou intervir, Mandela disse-lhe que não amava mais a esposa.
Apesar de separado de fato da mulher, ainda morava em casa; em 5 de dezembro de 1956 a polícia invadiu a residência dos dois, revirando todos os pertences e procurando papéis por quase uma hora e, ao fim, levou o líder preso, diante de seus filhos pequenos. Evelyn não visitou o esposo na prisão, nem procurou lutar por sua libertação - em vez disso entrou com o pedido de divórcio e ficou com a guarda dos filhos.
Em 1958, ano em que Mandela se casou com Winnie Madikizela, mudou-se com os filhos para Cofimvaba, no Cabo Leste, onde tinha um pequeno comércio.
Em 1969 morre-lhe o filho mais velho, Thembi, em acidente automobilístico, enquanto Mandela já cumpria sua pena de prisão na Ilha Robben.
Em 1998 Evelyn contraiu novas núpcias com o empresário aposentado de Soweto, Simon Rakeepile, também membro das Testemunhas de Jeová.
Morreu de problemas respiratórios, em Joanesburgo, onde foi sepultada numa cerimônia que contou com a presença de Nelson Mandela e sua atual esposa Graça Machel, e também de sua segunda mulher Winnie Madikizela-Mandela.